# Дімітріаді Одіссей Ахіллесович
Дімітріаді Одіссей Ахіллесович (7 липня 1908, Батумі — 28 квітня 2005, Тбілісі) — радянський диригент грецького походження. Народний артист СРСР (1958).

## Біографія
Народився в родині комерсанта Ахілесса Дімітріадіса, який 1886 року переїхав до Батумі із містечка Сурне, що за кілька кілометрів від Трабзону — історичної столиці Понту, та Каліоппі Дімітріаді, до шлюбу Ефреміді.
У віці п'яти років Одіссей, ще не знайомий із нотною грамотою, підбирав на фортепіано гармонійні акорди та знайомі мелодії. 1918 року почав брати уроки у скрипаля Тизенгаузена, а після того, як останній емігрував, у скрипаля Легкера. Отримати академічну музичну освіту Одіссей Дімітріаді не міг через статус, так званого, лішенця — родину якого позбавили власної справи. Відтак за порадою батька 1925 року він переїздить до дядька Ніколая Дімітріаді в Сухумі, а 1927 року — в Тіфліс для вступу в консерваторію, при цьому він подає довідку про те, що перебуває на утриманні дядька, державного службовця.
В період 1926—1930 років триває навчання на теоретико-композиторському відділенні Тифліської консерваторії, серед педагогів Дімітріаді були С. Бархударян, М. М. Багриновський. В 1930—1933 роках працює в Сухумському музичному технікумі на завідувачем навчальною частиною, у 1933—1936 — розпочав педагогічну діяльність в Ленінградській консерваторії (клас диригування О. В. Гаука, а потім — І. А. Мусіна). 1934 року в Ленінград приїжджає його великий співвітчизник Дімітріс Мітропулос, впродовж десятиденного візиту великого диригента Одіссей Дімітріаді встиг навіть потоваришувати із Мітропулосом.
В період 1937 — 1965 років працює головним диригентом в Тбіліському оперному театрі ім. З. Паліашвілі. 1958 року йому присвоєно звання Народного артиста СРСР. У вересні 1959 року Дімітріаді вперше відвідав Грецію у складі членів товариства дружби СРСР-Греції, куди ще на початку 1930-х років переїхала вся його родина — батьки із братами та сестрами.
1965—1973 роки — провідний диригент Большого театра, в цей період Дімітріаді здобуває світову славу під час гастролей із Державним оркестром СРСР у багатьох країнах світу. Одночасно працює професорос Московської консерваторії. Проте 1973 року він повертається в Грузію. 1980 року бере участь у відритті та закритті Олімпади-80 в Москві. До 1991 року працює професором Тбіліської консерваторії. Почесний громадянин Тбілісі (1986).
Після падіння режиму полковників, він майже щорічно відвідує Грецію, де також диригує оркестрами. Повертаючись в СРСР від пропагував творчість М. Каломіріса, С. Самараса, М. Паландіоса, С. Міхаїлідіса, А. Евангелатоса, М. Теодоракіса, Н. Ксеноса. 1988 року муніципалітет Афін в особі мера Мільтіадіса Еверта нагородив Одіссея Дімітріаді Золотою медаллю міста Афіни 9 квітня 1989 року. У 1994 році він переїхав до Греції, але в останні роки через проблеми зі здоров'ям жив із сином в Тбілісі.
За роки свого життя Одіссей Дімітріаді керував оркестрами: Державний симфонічний оркестр СРСР, Академічний симфонічний оркестр Великого театру, оркестр Віденської державної опери, Афінський державний оркестр, оркестри Салонік, Берліна, Праги, Будапешта, Бухареста, Софії, Буенос-Айреса і багато інших.